# Harold Russell
Harold John Russell (14 de enero de 1914 - 29 de enero de 2002) fue un veterano de la Segunda Guerra Mundial que se convirtió en uno de los dos únicos intérpretes ajenos a la profesión de actor que han ganado un Premios Óscar en esa modalidad (el otro es Haing S. Ngor). Russell también tiene el honor de ser la única persona que ha ganado dos Oscar por el mismo papel.

## Biografía
Harold Russell nació en la ciudad canadiense de North Sydney, Nueva Escocia y se trasladó a Massachusetts en 1933. En 1941, quedó profundamente afectado por el ataque de los japoneses a Pearl Harbor por lo que se alistó al ejército a la mañana siguiente. 
Mientras era instructor y entrenador en la 13.ª Airborne Division en 1944, un cohete defectuoso le explotó en las manos mientras realizaba una película de entrenamiento. Como resultado, perdió las dos manos sustituyéndolos por dos ganchos que hacían las funciones de manos. Después de su recuperación, entró en la Universidad de Boston donde Russell protagonizó una película llamada Diary of a Sergeant sobre la rehabilitación de veteranos.

## Los mejores años de nuestra vida
Cuando el director William Wyler vio la película de Russell, lo incluyó en el reparto de Los mejores años de nuestra vida junto a Fredric March y Dana Andrews. Russell interpretó el papel de Homer Parrish, un marinero que perdió las dos manos durante la guerra. 
Por el papel de Parrish, Russell ganó el Óscar al mejor actor de reparto en 1947. Antes de la ceremonia, ganó el Óscar honorífico por "haber dado ánimos a los veteranos." Ha sido la única persona en la historia de la Academia que ha ganado dos Oscars por el mismo personaje. 
Después de la película, Wyler le pidió a Russell volver a la escuela ya que le dijo que "no había muchos papeles para actores sin manos." Russell volvió a la Universidad de Boston y se graduó en 1949.
Russell autorizó dos autobiografías, Victory in My Hands (1949) y The Best Years of My Life (1981).

## Últimos años
Russell apareció en dos films más desde su debut, Inside Moves en 1980 y Dogtown en 1997. También apareció en un episodio de Trapper John, M.D. en 1981 y en dos episodios de la serie China Beach en 1989.
Russell se volvió en un miembro activo de los veteranos de guerra. Escribió al presidente Truman en 1951, apoyando la dimisión del General MacArthur. Desde los 60 hasta los 80, Russell presidió el cargo como presidente de la Comisión para trabajo para discapacitados. 
En 1992, Russell necesitaba dinero para las atenciones médicas por su mujer. En una polémica decisión, vendió su estatuilla el 6 de agosto de 1992, por 60.500 dólares. Russell justificó su acción diciendo "No conozco a nadie que me critique. La salud de mi mujer es más importante que las razones sentimentales. La película estará allí, aunque no tuviera mi Oscar." La Academia exigía a todos los ganadores del Óscar a partir de 1950 que firmaran un documento prohibiendo la venta de la estatuilla. y como ganador anterior a esa fecha, Russell estaba exento de esta prohibición. 
Russell murió de un infarto de miocardio el 29 de enero de 2002. Fue enterrado en el Cementerio de Lakeview en Wayland, Massachusetts.

## Premios y distinciones
Premios Óscar
| Año  | Categoría              | Película                         | Resultado |
| ---- | ---------------------- | -------------------------------- | --------- |
| 1947 | Mejor actor de reparto | Los mejores años de nuestra vida | Ganador   |